# Hardware livre

Logo do Hardware Livre

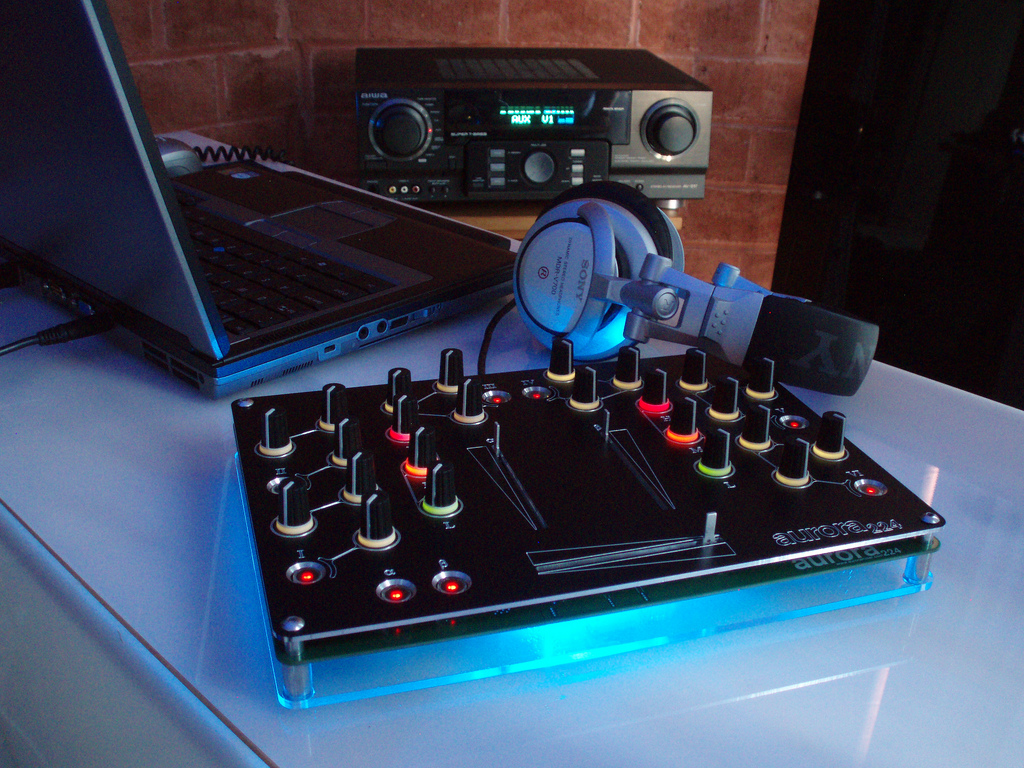
Aurora 224: um DJ mixer de 2 canais de fonte aberta, com 24 potenciômetros analógicos, 3 barras lineares e 8 botões LED

Hardware livre (em inglês, open source hardware) é um equipamento eletrônico projetado e oferecido nos mesmos termos que um software de código livre. O termo foi primeiramente empregado para refletir o lançamento irrestrito de informação sobre o projeto de hardware, tal como um diagrama, estrutura de produtos e dados de layout de uma placa de circuito impresso.
Com o crescimento dos dispositivos lógicos reprogramáveis, o compartilhamento dos esquemas lógicos de forma aberta também se espalhou. Ao invés de compartilhar as esquemáticas, é o código da linguagem de descrição de hardware que normalmente se divide. Suas descrições popularmente são usadas para configurar um system-on-a-chip ou através de FPGA ou diretamente via ASIC. Estes módulos, quando distribuídos, são chamados de núcleos semicondutores de propriedade intelectual (Em inglês, Semiconductor intellectual property core - IP cores) ou Núcleos IP.

## Licenças

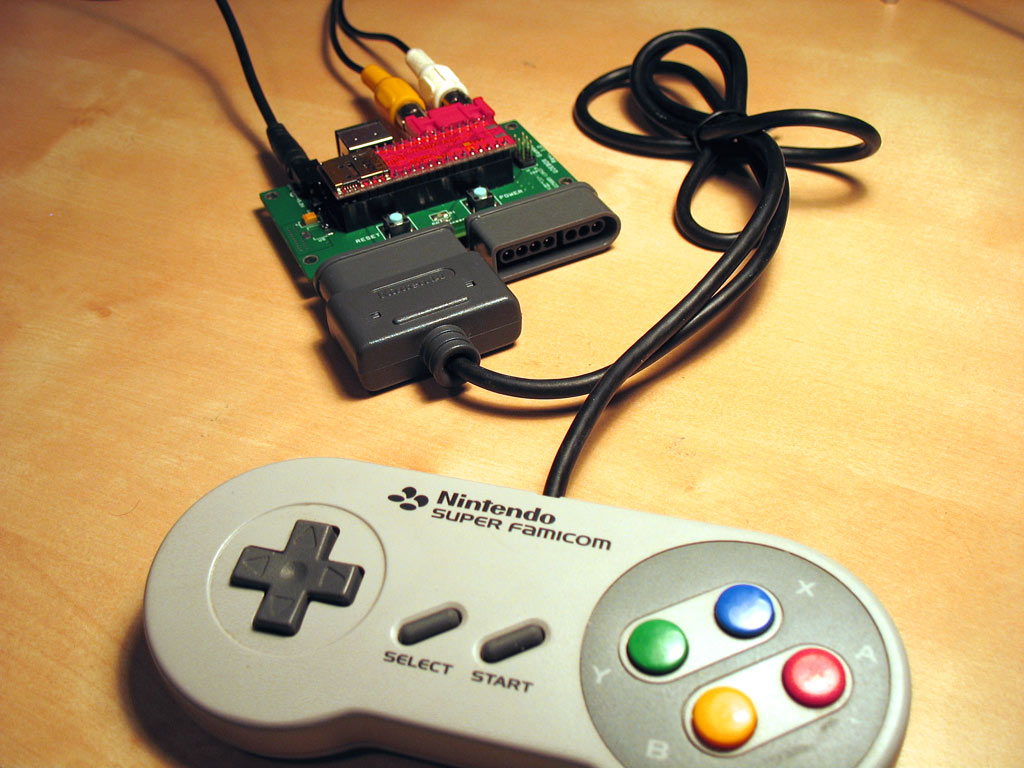
Uzebox, um vídeo-game livre

Ao invés de criar uma nova licença, alguns projetos de simplesmente usam licenças de software livre (SL) existentes. Além dessas, outras novas licenças foram propostas e esquematizadas para suportarem hardwares específicos, muitas são consideradas o equivalente do hardware de licenças de programas, como a GPL, LGPL ou a BSD. Nelas, muitos dos princípios fundamentais do software livre foram "importados". Normalmente, as organizações tendem a agruparem-se em torno de uma licença compartilhada para todos os seus projetos. Segue abaixo uma lista de organizações e grupos que possuem uma licença padrão para todas ou a maioria de suas criações:
| Desenvolvedores          | Modelos             |
| ------------------------ | ------------------- |
| Opencores                | LGPL                |
| FreeCores                | GPL                 |
| Open Hardware Foundation | Copyleft            |
| Balloon Project          | Própria             |
| Open Graphics Project    | MIT, LGPL e própria |

| Próprias                       | Criador |
| ------------------------------ | --- |
| Hardware Design Public License | Graham Seaman, administrador da Opencollector.org |
| TAPR Open Hardware License     | Esboçada por John Ackermann, revista pelos ícones da comunidade de SL, Bruce Perens e Eric Steven Raymond, além de ter sido discutida por centenas de pessoas em comunidade aberta |

Apesar de suas semelhanças, várias delas são fundamentalmente diferentes, pois, naturalmente, elas precisam quase tanto de patentes quanto aos sistemas em copyright. Enquanto que as licenças do tipo de direitos autorais podem controlar a distribuição dos documentos de projeto e o código fonte, uma licença de patente pode controlar o uso e a fabricação dos dispositivos físicos construídos a partir de sua documentação. Esta distinção é mencionada explicitamente na introdução da TAPR Open Hardware License.

## Desenvolvimento

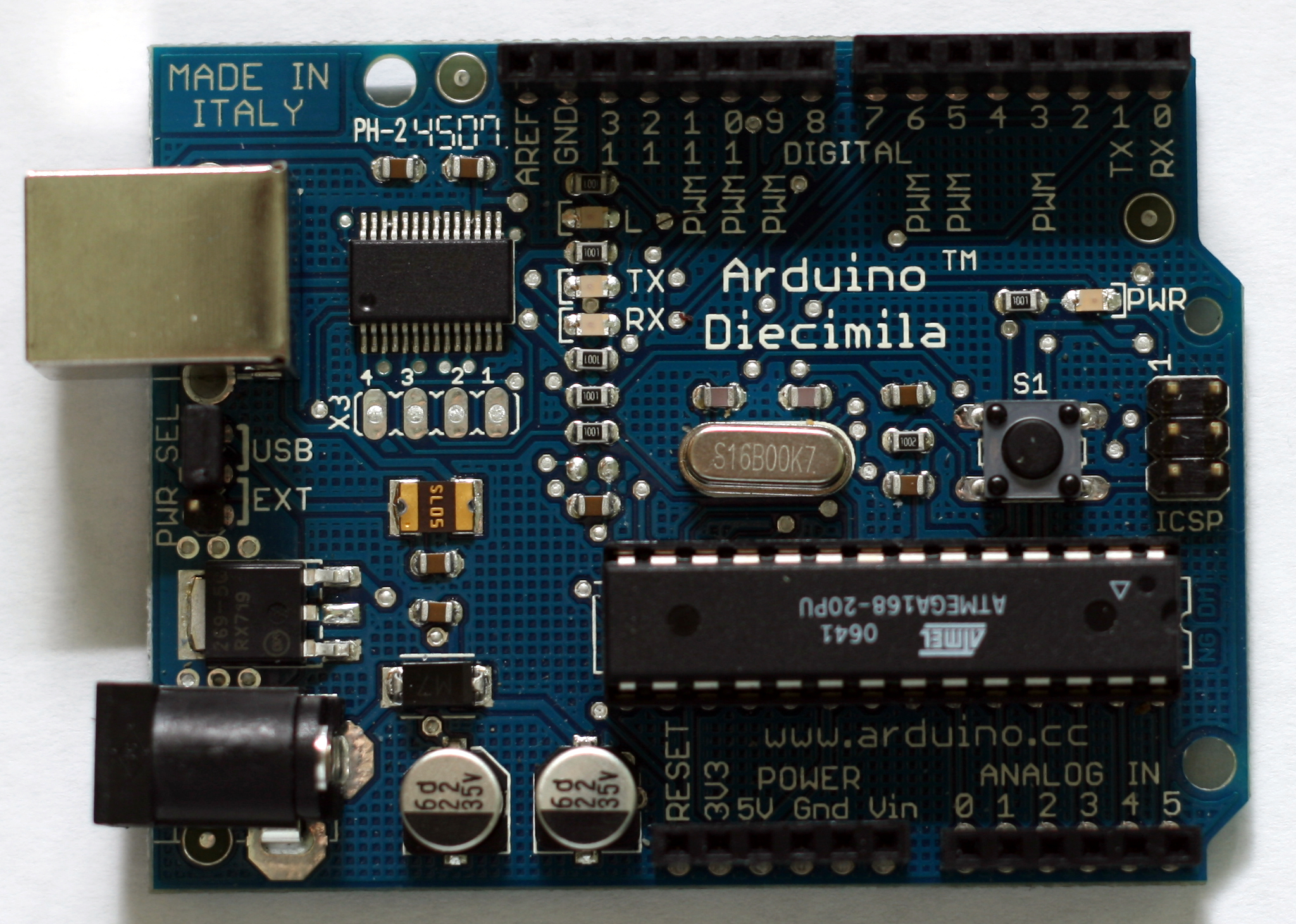
Placa, componente de hardware.

Extensivas discussões foram feitas, a partir de distintas áreas da informática e eletrônica, para que o hardware livre fosse tão acessível quanto o software livre, tanto em nível de custo quanto a nível de utilização técnica.. Também foram levantados tópicos a respeito de maneiras de colaborar em seu desenvolvimento, para mantê-lo sustentável.
Uma das maiores diferenças entre os dois tipos de desenvolvimento, físico e lógico, é que os resultados do hardware são tangíveis, onde há custos para o protótipo e fabricação. Através disso, criaram a frase "Liberdade de expressão, não uma cerveja grátis", mais normalmente conhecida como Gratis versus libre, distinguindo a diferença entre custo zero e a facilidade para usar e modificar uma informação. Embora ele enfrente dificuldades em relação a reduzir os riscos financeiros para projetos de desenvolvedores individuais, alguns membros das comunidades propõem modelos para atender essas necessidades. Dado a isto, existem iniciativas para desenvolver comunidades sustentáveis e acessíveis para a maioria dos usuários, tais como o Open Source Hardware Central Bank, assim como ferramentas como o KiCAD para criar esquemáticas mais acessíveis para os usuários.

## Sistemas informáticos
- Librem 15 Notebook "Laptop"
- Cubieboard Placa mãe lançada em 2012, capaz de rodar Android 4 ICS, Ubuntu 12.04 desktop.
- BeagleBoard Computador de placa única de baixo consumo de energia lançado em 2008.
- HawkBoard Computador de placa única econômico baseado no Texas Instruments OMAP-L138.
- PC532 - um computador pessoal baseado no NS32532 microprocessor, lançado em 1990.
- ECB AT91 - Computador de placa única baseado no processador Atmel AT91RM9200 ARM9 (180 MHz).
- ECB ATmega32/644 - Computador de placa única baseado no Atmel ATmega32/644 (20 MHz) com capacidade webserver e um consumo de energia um pouco menor que 100mA
- Simputer - computador portátil destinado a países emergentes.
- Libreboot - Com Triskel GNU e LibreBoot pré-instalados[16].

## Outros exemplos
- Arduino - Plataforma de prototipagem eletrônica
- Projeto RepRap - Uma impressora 3D auto-replicante
- RONJA - Rede óptica sem fio
- Uzebox - Console doméstico
- SAMSA II - Robo de 6 pernas
- Elphel - Camera
- Homebrew D-STAR Radio - Rádio Amador
- Projeto Ara - Smartphone Modular